# Жан де Фуа-Лотрек
Жан де Фуа-Лотрек (Жан II де Фуа) (Jean de Foix-Lautrec dit aussi «Jean II de Foix») (р. 1454/55, ум. не ранее 1502) — виконт Лотрека и Вильмура с 1454, граф Комменжа (по правам жены).
Сын Пьера де Фуа (родился после его смерти) и Катарины д’Астарак, дочери Жана III д'Астарака, внук графа Жана I де Фуа (ум. 1436).
От отца унаследовал виконтства Лотрек и Вильмур, от матери — сеньорию Барбазан-Дессю.
После смерти матери до 1472 года находился под опекой графа Гастона IV де Фуа.
В 1479 году продал сеньорию Тоция (Tauzia) Жану де Марестангу.
В 1480 году (25 марта) женился на Жанне д’Эди, дочери и наследнице графа Комменжа Оде д’Эди. Получил в приданое сеньории Лескён (Lescun) и Леспар. Отказался от Комменжа согласно постановлению Тулузского парламента от 12 марта 1502 года.
С 1483 года Жан де Фуа-Лотрек поддерживал Екатерину де Фуа в её борьбе за трон королевства Наварра и был одним из тех, кто подписал договор в Тарбе 7 сентября 1497 года.
Губернатор Дофине при королях Карле VIII и Людовике XII.
Дети:
- Оде де Фуа (ум. 1528), виконт де Лотрек, маршал Франции;
- Андре де Фуа де Леспар (ум. 1547), граф Монфор-л’Амори, виконт де Вильмур;
- Тома де Фуа (ум. 1525), сир де Лескён, сеньор де Куломье, маршал Франции;
- Франсуаза де Фуа, с 1509 жена Жана де Лаваля, сеньора де Шатобриана, любовница Франциска I.